# Ricarda Huch
Ricarda Huch (18 de juliol de 1864, Braunschweig - 17 de novembre de 1947, Schönberg im Taunus, actualment part de Kronberg) fou una poeta alemanya, filòsofa i historiadora coneguda amb el pseudònim de Richard Hugo.
L'obra literària de Ricarda Huch és força variada, tant des del punt de vista temàtic (poesia, novel·les, assaigs històrics) com estilístic. Va debutar en el món literari amb una publicació constant de novel·les i assaigs històrics. Era filla de comerciants, i es guanyava la vida com a bibliotecària a Zúric, on va aconseguir renom amb l'obra de teatre Evoë (publicada a Berlín el 1892). Durant la seva residència a Viena coneix a l'italià Ermanno Ceconi, dentista de professió, amb qui es casaria i es trasllada a viure a la població de Trieste, lloc d'inspiració d'algunes de les seves novel·les com Aus der Triumphgasse, de l'any 1901, a on, seguint un estil romàntic alemany, descriu els barris populars de Trieste mitjançant personatges humils, alguns plens d'il·lusions per millorar la seva posició social i altres escèptics i resignats, que superen la duresa de les seves vides de manera natural més que seguint el camí de l'esperit. D'aquest enllaç va tindre una filla, però el matrimoni no va durar gaire. Després de la separació comparteix la vida amb el seu cosí Richard Huch, jurista de professió, de qui també se separa. La seva vida, llavors, junt amb la seva filla, seria un canvi constant de ciutats de residència passant per Múnic, Braunschweig, Heidelberg i amb visites a Itàlia.
Durant els anys 1910 va consagrar-se a les històries nacionals italiana, alemanya i russa. Les seves novel·les històriques tenen trets de psicologia, sobretot els de Mikhaïl Bakunin i Federico Confalonieri. La seva monumental Història d'Alemanya, que es va publicar des del 1934 al 1947, va des de l'edat mitjana fins al Renaixement. Els seus treballs sobre la història del Risorgimento i la unificació italiana van assegurar-li una gran reputació a Itàlia fins a l'època feixista. El favor de les autoritats d'aquest país va evitar que els nazis la perseguissin, ja que criticava obertament el règim, fins i tot va dimitir de l'Acadèmia Prussiana de Belles Arts (Preussische Akademie der Kunst) el 1933 com a mostra de protesta.

## Premis
- 1924: Senadora honorària de la Universitat de Múnic.
- 1931: Premi Goethe
- 1944: Premi Wilhelm Raabe
- 1946: Doctorat honorari de la Universitat Friedrich Schiller de Jena

## Obres
- Der Bundesschwur. Lustspiel mit Benutzung der historischen Ereignisse in der schweizerischen Eidgenossenschaft vom Jahre 1798. Zuric 1890
- Gedichte. Dresden 1891
- Die Hugenottin. Historische Novelle. in: Schweizerische Rundschau 1892; als Buch Bern 1932
- Evoe. Dramatisches Spiel. Berlín 1892
- Die Neutralität der Eidgenossenschaft besonders der Orte Zürich und Bern während des spanischen Erbfolgekrieges. Diss. Zürich 1892
- Erinnerungen von Ludolf Ursleu dem Jüngeren. Roman. Berlín 1893
- Gedichte. Leipzig 1894
- Das Spiel von den vier Züricher Heiligen. Aufgeführt zur Einweihung der neuen Tonhalle in Zürich am 22. Oktober 1895. Als Manuskript gedruckt Zürich 1895
- Die Wick'sche Sammlung von Flugblättern und Zeitungsnachrichten aus dem 16. Jahrhundert in der Stadtbibliothek Zürich. Neujahrsblatt, hg. v. d. Stadtbibliothek in Zürich auf das Jahr 1895
- Der Mondreigen von Schlaraffis. Novelle. Leipzig 1896
- Teufeleien, Lügenmärchen. Novellen. Leipzig 1897
- Haduvig im Kreuzgang. Novelle. Leipzig 1897
- Fra Celeste und andere Erzählungen (Der arme Heinrich; Der Weltuntergang; Die Maiwiese). Leipzig 1899
- Blütezeit der Romantik. Leipzig 1899
- Ausbreitung und Verfall der Romantik. Leipzig 1902
- Dornröschen. Ein Märchenspiel. Leipzig 1902 (als Festspiel gedichtet 1892 in Zürich)
- Aus der Triumphgasse. Lebensskizzen. Leipzig 1902
- Vita somnium breve. 2 Bde. Roman. Leipzig 1903 (Titel ab 5. Aufl. Leipzig 1913: Michael Unger)
- Von den Königen und der Krone. Roman. Stuttgart 1904
- Gottfried Keller. Berlín 1904
- Seifenblasen. Drei scherzhafte Erzählungen (Lebenslauf des heiligen Wonnebald Pück; Aus Bimbos Seelenwanderungen; Das Judengrab). Stuttgart 1905
- Die Geschichten von Garibaldi. (Bd. 1: Die Verteidigung Roms; Bd. 2: Der Kampf um Rom). Stuttgart und Leipzig 1906-1907
- Neue Gedichte. Leipzig 1908
- Das Risorgimento. Leipzig 1908
- Daas Leben des Grafen Federigo Confalonieri. Leipzig 1910
- Der Hahn von Quakenbrück und andere Novellen (Der Sänger; Der neue Heilige). Berlín 1910
- Der letzte Sommer. Eine Erzählung in Briefen. Stuttgart 1910
- Der große Krieg in Deutschland. Bd. 1-3. Leipzig 1912-1914
- Natur und Geist als die Wurzeln des Lebens und der Kunst. München 1914 (neu hg. als: Vom Wesen des Menschen. Natur und Geist. 1922)
- Wallenstein. Eine Charakterstudie. Leipzig 1915
- Luthers Glaube. Briefe an einen Freund. Leipzig 1916
- Der Fall Deruga. Roman. Berlín 1917
- Jeremias Gotthelfs Weltanschauung. Vortrag. Bern 1917
- Der Sinn der Heiligen Schrift. Leipzig 1919
- Alte und neue Gedichte. Leipzig 1920
- Entpersönlichung. Leipzig 1921
- Michael Bakunin und die Anarchie. Leipzig 1923
- Stein. Wien und Leipzig 1925
- Graf Mark und die Prinzessin von Nassau-Usingen. Eine tragische Biographie. Leipzig 1925
- Der wiederkehrende Christus. Eine groteske Erzählung. Leipzig 1926
- Im alten Reich. Lebensbilder deutscher Städte. (3 Bände: Der Norden/Die Mitte des Reiches/Der Süden) 1927
- Neue Städtebilder (Im alten Reich Bd. 2). Leipzig 1929
- Gesammelte Gedichte. 1929
- Alte und neue Götter (1848). Die Revolution des 19. Jahrhunderts in Deutschland. Berlin und Zürich 1930 (später als: 1848. Die Revolution des 19. Jahrhunderts in Deutschland. 1948)
- Deutsche Geschichte. 1934-49

- Römisches Reich Deutscher Nation. Bd. 1. Berlín 1934
- Das Zeitalter der Glaubensspaltung. Bd. 2. Zuric 1937
- Untergang des Römischen Reiches Deutscher Nation. Bd. 3. Zuric 1949

- Frühling in der Schweiz. Autobiographsische Darstellung. Zuric 1938
- Weiße Nächte. Novelle. Zuric 1943
- Herbstfeuer. Gedichte. Leipzig 1944
- Mein Tagebuch. Weimar 1946
- Urphänomene. Zuric 1946
- Der falsche Großvater. Erzählung. Wiesbaden 1947
- Der lautlose Aufstand. (Über die deutsche Widerstandsbewegung) unvollendet. barb. u. hg. v. G. Weisenborn 1953